# Цементный клинкер
Кли́нкер (в цементной промышленности) — промежуточный продукт при производстве цемента.
Впервые получен французом Луи Вика в 1817 году.
Название клинкер происходит от его сходства с обожженным кирпичом ( Клинкерный кирпич).

## Производство цемента
При нагревании смеси, полученной из ~75 % известняка (состоящего преимущественно из карбоната кальция CaCO3) и ~25 % глины (состоящей большей частью из каолинита Al4[Si4O10](OH)8 с массовым составом в 47 % оксида кремния (IV) SiO2 и 39 % оксида алюминия Al2О3) или других материалов сходного валового состава и достаточной активности, до температуры 1450 °С происходит частичное плавление и образуются гранулы клинкера. Для получения цемента клинкер перемешивают с несколькими процентами гипса (около 5 %, что зависит от марки гипса и содержания SO3 в клинкере) и тонко перемалывают. Гипс управляет скоростью схватывания; его можно частично заменить другими формами сульфата кальция. Некоторые технические условия разрешают добавлять другие материалы при помоле. Типичный клинкер имеет примерный состав 67 % СаО, 22 % SiO2, 5 % Аl2О3, 3 % Fе2O3 и 3 % других компонентов.
Его также можно комбинировать с другими активными ингредиентами или добавками к цементу для производства других типов цемента , в том числе в соответствии с европейским стандартом EN 197-1:
- CEM I: чистый портландцемент (обычный портландцемент, OPC).
- CEM II: композитные цементы с ограниченным добавлением известнякового наполнителя или доменного шлака (BFS).
- CEM III: доменный цемент BFS-OPC
- CEM IV: пуццолановые цементы
- CEM V: композитные цементы (с большими добавками BFS, летучей золы или микрокремнезема)

## Четыре главные фазы клинкера

### Алит
Является наиболее важной составляющей всех обычных цементных клинкеров; содержание его составляет 50—70 %. Это трёхкальциевый силикат, 3СаO*SiО2 (сокращенно обозначают C3S), состав и структура которого модифицированы за счёт размещения в решётке инородных ионов, особенно Mg2+, Аl3+ и Fе3+. Алит относительно быстро реагирует с водой и в нормальных цементах из всех фаз играет наиболее важную роль в развитии прочности; для 28-суточной прочности вклад этой фазы особенно важен.

### Белит
Содержание белита для нормальных цементных клинкеров составляет 15—30 %. Это двукальциевый силикат 2СаO*SiО2 (C2S), модифицированный введением в структуру инородных ионов и обычно полностью или большей частью присутствующий в виде β-модификации. Белит медленно реагирует с водой, таким образом слабо влияя на прочность в течение первых 28 суток, но существенно увеличивает прочность в более поздние сроки. Через год прочности чистого алита и чистого белита в сравнимых условиях примерно одинаковы.

### Алюминатная фаза
Целлит 
Содержание алюминатной фазы составляет 5—10 % для большинства нормальных цементных клинкеров. Это трехкальциевый алюминат 3СаO*Al2O3, существенно изменённый по составу, а иногда и по структуре, за счёт инородных ионов, особенно Si4+, Fe3+, Nа+ и К+. Алюминатная фаза быстро реагирует с водой и может вызвать нежелательно быстрое схватывание, если не добавлен контролирующий схватывание реагент, обычно гипс.

### Алюмоферритная фаза
Браун-миллерит
Ферритная фаза (CaAlFe) составляет 5—15 % обычного цементного клинкера. Это — четырёхкальциевый алюмоферрит 4CaO*Al2O3*Fe2O3, состав которого значительно меняется при изменении отношения Al/Fe и размещении в структуре инородных ионов. Скорость, с которой ферритная фаза реагирует с водой, может несколько варьировать из-за различий в составе или других характеристиках, но, как правило, она высока в начальный период и является промежуточной между скоростями для алита и белита в более поздние сроки.
В клинкере обычно присутствуют в небольших количествах и несколько других фаз, таких как щелочные сульфаты и оксид кальция.
С химической точки зрения портландцементный клинкер состоит из следующих основных компонентов:
| компонент                                      | Средняя доля [мас.%] |
| ---------------------------------------------- | -------------------- |
| {\displaystyle \mathrm {CaO} }                 | 66,5                 |
| {\displaystyle \mathrm {SiO_{2}} }             | 21,5                 |
| {\displaystyle \mathrm {Al_{2}O_{3}+TiO_{2}} } | 05,5                 |
| {\displaystyle \mathrm {Fe_{2}O_{3}} }         | 02,5                 |